# Yoshio Taniguchi

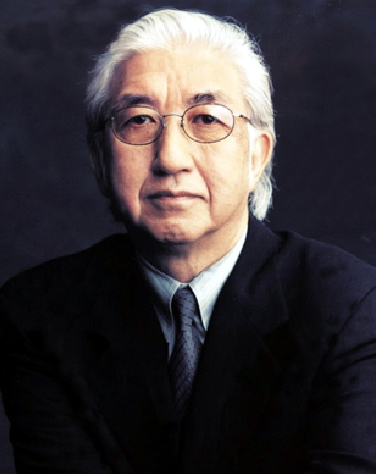
Yoshio Taniguchi (2021)

Yoshio Taniguchi  (jap. 谷口 吉生, Taniguchi Yoshio; * 1937 in Tokio; † 16. Dezember 2024) war ein japanischer Architekt.

## Leben
Yoshio Taniguchi erwarb 1960 ein Diplom in Maschinenbau an der Keiō-Universität und 1964 einen Master in Architektur an der Harvard Graduate School of Design. Von 1964 bis 1972 arbeitete er im Büro von Kenzō Tange. In dieser Zeit bearbeitete er Projekte in Skopje in Jugoslawien und in San Francisco in Kalifornien. 
1979 gründete er sein eigens Unternehmen Taniguchi and Associates. Seine zentralen Themen waren Material, Proportion, natürliches Licht und Bewegung. Zu seinen Bauten in Japan gehören das Shiseido Art Museum in Kakegawa, das Ken Domon Museum of Photography in Sakata, der Sea Life Park in Tokio (1989), das Genichiro-Inokuma Museum für zeitgenössische Kunst und die Stadtbibliothek in Marugame (1991), das Städtische Museum für Kunst in Toyota City (1995), das Kansai Rinkai Park View Point Visitors Center in Tokio (1995) und die Ausstellungsräume der Hōryū-ji-Schatzkammer im Nationalmuseum in Tokio (1997–99), das Higashiyama Kaii Museum (2004) und der Heisei-Chishinkan genannte Anbau (2013) des Nationalmuseums Kyōto. In New York gewann er gegen sehr renommierte Architekten wie Rem Koolhaas, Bernard Tschumi und Jacques Herzog / Pierre de Meuron den Wettbewerb für  das Museum of Modern Art (MoMA), welches er danach von 2003 bis 2004 plante. Er projektierte um 2006 das Museum Asien-Haus in Houston in Texas.

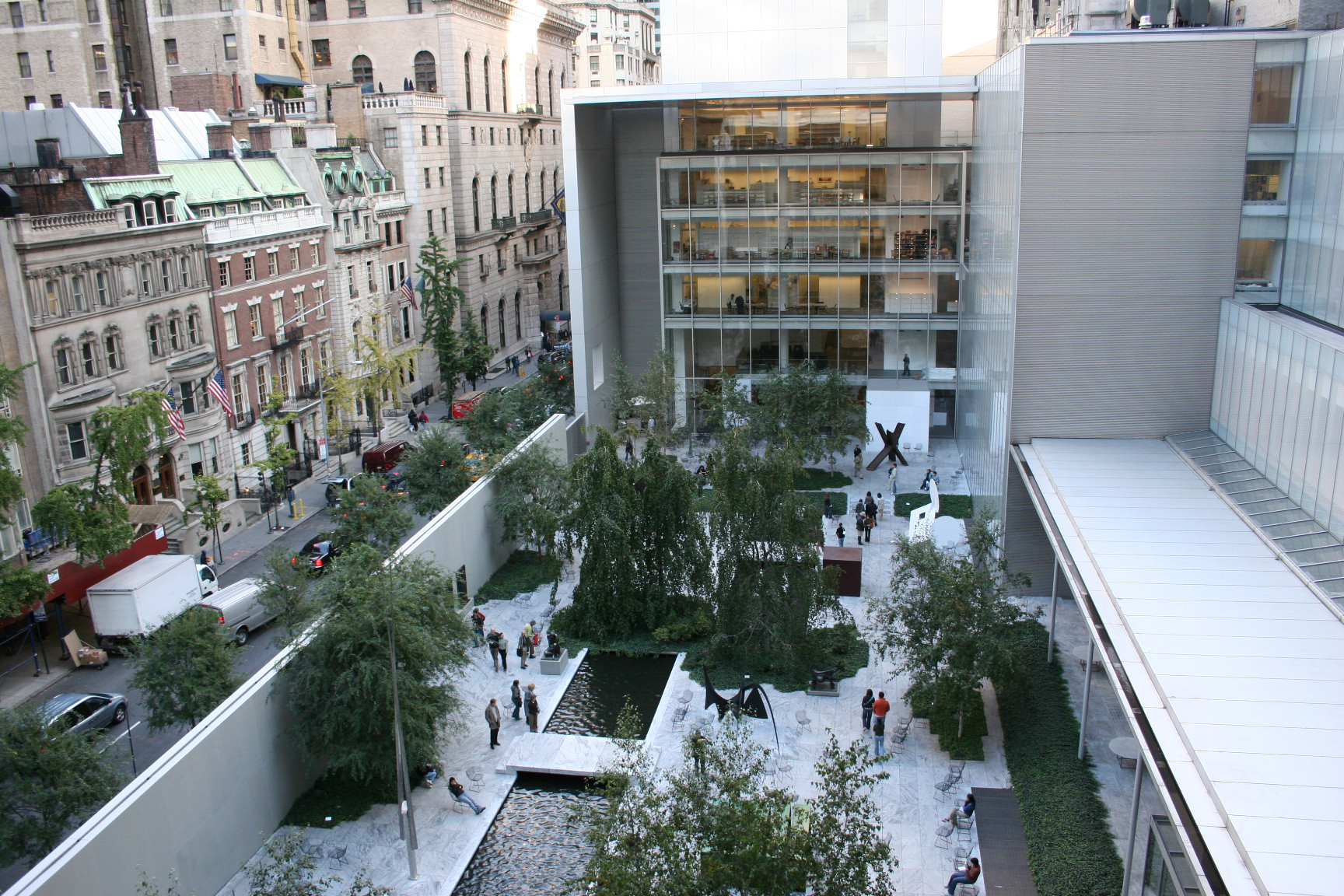
Abby Aldrich Rockefeller Sculpture Garden, Museum of Modern Art
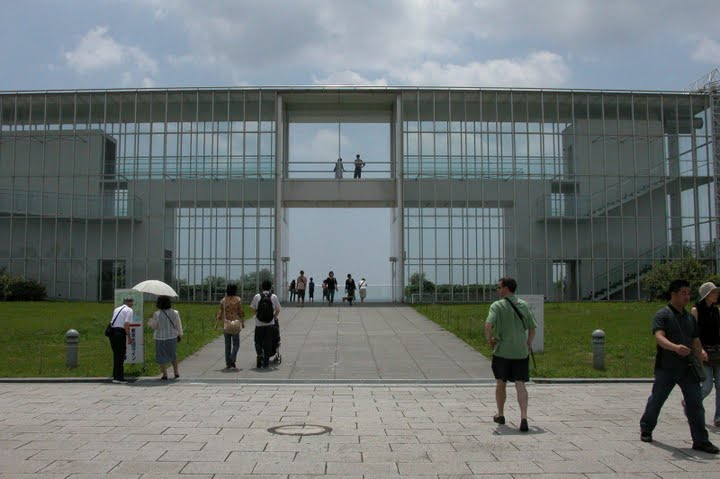
Tokio Sea Life Park
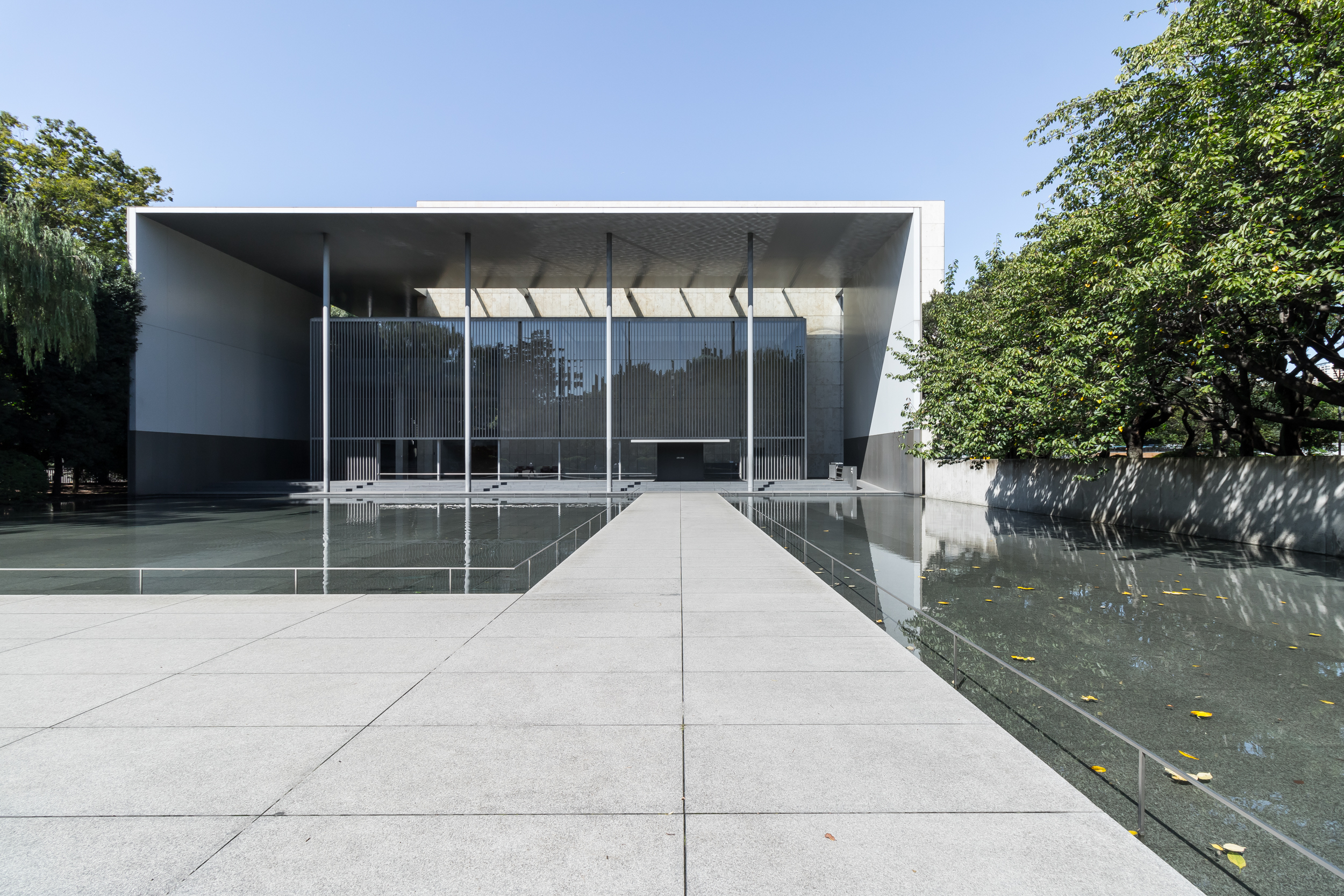
Galerie der Horyuji-Schätze, Tokio
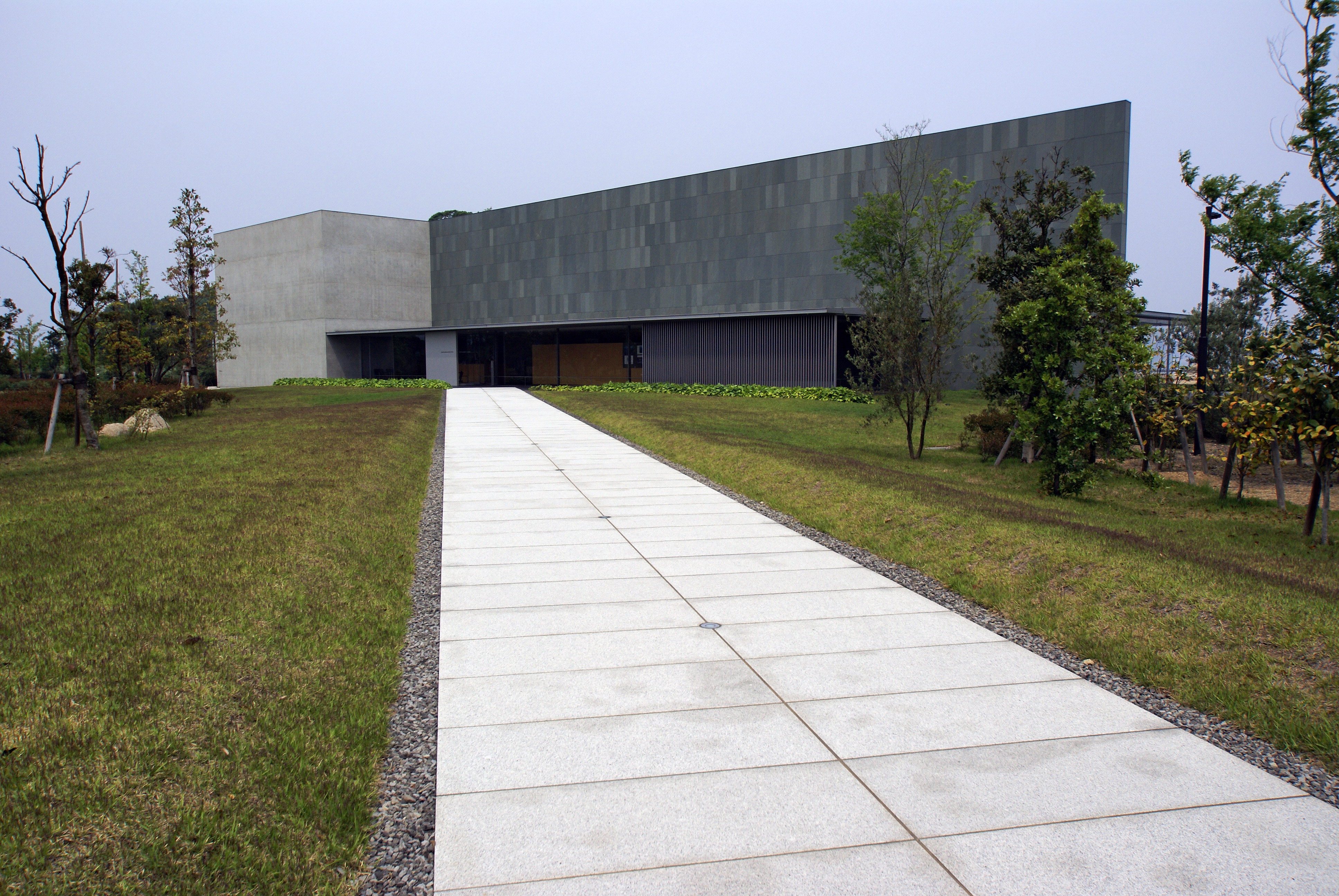
Kunstmuseum Higashiyama Kaii Setouchi der Präfektur Kagawa, Sakaide